# Gunther Kohlmey
Gunther Kohlmey (* 27. Juli 1913 in Berlin; † 25. Dezember 1999 in Berlin) war ein marxistischer Wirtschaftswissenschaftler in der DDR.

## Leben
Kohlmey wurde in einer Berliner Lehrerfamilie geboren, studierte in Berlin und Freiburg Volkswirtschaftslehre und promovierte 1939 in Berlin mit der Dissertation „Die Industrialisierung Britisch-Indiens und Argentiniens. Ein Beitrag zum Problem der Neuindustrialisierung“. Danach war er als wissenschaftlicher Assistent an der Friedrich-Wilhelms-Universität Berlin tätig. Kohlmey beantragte am 15. November 1937 die Aufnahme in die NSDAP und wurde rückwirkend zum 1. Mai desselben Jahres aufgenommen (Mitgliedsnummer 5.585.361). Als Leutnant der Wehrmacht lief er 1943 am Kuban zur Roten Armee über. Bis 1947 war er Lehrer an der Zentralen Antifa-Schule in Krasnogorsk. Nach seiner Rückkehr nach Deutschland trat er 1948 der SED bei und wurde Dekan der wirtschaftswissenschaftlichen Fakultät und Direktor des Instituts für politische Ökonomie des Sozialismus an der Deutschen Verwaltungsakademie Forst Zinna.
1953 wurde Kohlmey Gründer und Chefredakteur der Zeitschrift „Wirtschaftswissenschaft“ und Gründungsdirektor des Instituts für Wirtschaftswissenschaften der Deutschen Akademie der Wissenschaften. 1955 erlangte er mit seinem Werk "Der demokratische Weltmarkt" auch internationale Bekanntheit. Im gleichen Jahr erhielt er den Nationalpreis der DDR. 1957 geriet er ins Visier des SED-offiziellen „Kampfes gegen den Revisionismus“ und wurde – wie auch Fritz Behrens und Arne Benary – aus seinen Ämtern gedrängt. Er wurde Bereichsleiter am Institut für Wirtschaftswissenschaften der Deutschen Akademie der Wissenschaften (ab 1972 Akademie der Wissenschaften der DDR) und 1961 bis 1969 Professor und Inhaber des Lehrstuhls für internationale Handels- und Valutabeziehungen an der Hochschule für Ökonomie Berlin-Karlshorst. 1978 wurde er emeritiert.
Seit 1964 war er ordentliches Mitglied der Akademie der Wissenschaften der DDR, 1978 bis 1983 Vorsitzender des Nationalkomitees für Wirtschaftswissenschaften der DDR. Zeitweise war er Wirtschaftsberater der kubanischen Revolutionsregierung in der Ära der Wirtschaftsleitung durch Che Guevara. Mitglied des "Rates der Alten" der PDS.
Sein Grab befindet sich auf dem Friedhof der Evangelischen Segensgemeinde in Berlin-Weißensee.

## Schriften (Auswahl)
- Der demokratische Weltmarkt, Verlag Die Wirtschaft, Berlin 1955
- Das Geldsystem der Deutschen Demokratischen Republik, Akademie, Berlin 1956
- Nationale Produktivität, dynamische Produktionen, internationale Arbeitsteilung, Verlag Die Wirtschaft, Berlin 1965
- Vergesellschaftung und Integration im Sozialismus, Akademie, Berlin 1973
- Sozialismus als Alternative. Texte von 1947 bis 1993, Reihe: Texte der RLS, 3. Karl Dietz Verlag Berlin, Berlin 2001, ISBN 3320029665 (Online: Volltext siehe Weblinks)